# تشيكوسا-كو
تشيكوسا-كو (باليابانية: 千種区) هو حي في اليابان، يقع في ناغويا، بلغ عدد سكانه 166,027 نسمة وذلك حسب إحصائيات سنة 2017، تبلغ مساحته 18.23 كيلومتر مربع.